# Traité soviéto-tchécoslovaque
Le traité soviéto-tchécoslovaque, officiellement le Traité entre la République tchécoslovaque et l'Union des républiques socialistes soviétiques sur l'Ukraine subcarpatique (en tchèque Smluva medzi Československou republikou a Sväzom sovietskych socialistických republik o Zakarpatskej Ukrajine) et le Protocole annexé au traité conclu entre l'URSS et la République tchécoslovaque au sujet de l'Ukraine subcarpatique, est un traité signé le 29 juin 1945 par l'Union des républiques socialistes soviétiques et la République tchécoslovaque. Par ce traité, la Tchécoslovaquie céda officiellement la Ruthénie subcarpatique à l'Union soviétique. Le 22 janvier 1946, le territoire devint l'oblast de Transcarpatie au sein de la République socialiste soviétique d'Ukraine.